# Univerza McGill
Univerza McGill oziroma McGillova univerza (angleško McGill University, francosko Université McGill) je anglofona javna raziskovalna univerza s sedežem v Montréalu v kanadski provinci Québec. Njenih 10 fakultet in šola vseživljenjskega učenja ponuja skupno skoraj 300 študijskih programov, ki jih obiskuje približno 40.000 dodiplomskih ter podiplomskih študentov, z njo pa so povezane tudi štiri učne bolnišnice. Je ena najstarejših in najuglednejših visokošolskih ustanov v državi in ima najzahtevnejše vstopne pogoje od vseh kanadskih univerz. Glavni kampus se nahaja v središču Montréala, poleg tega pa spada pod Univerzo McGill še kampus Macdonald v predmestju Sainte-Anne de Bellevue približno 30 km zahodno od njega.
Okvir za ustanovitev je leta 1801 dala Kraljeva ustanova za napredek učenosti, ki je bila leta 1813 imenovana za skrbnika zapuščine škotskega trgovca s krznom Jamesa McGilla. Ta je zapustil posestvo in 10.000 funtov za ustanovitev Kolidža Univerze McGill (University of McGill College). Kolidž je leta 1821 pridobil kraljevi odlok in pravico do podeljevanja visokošolskih nazivov, a so McGillovi dediči spodbijali oporoko, tako da je bila šele po uspešni razrešitvi sodnega spora osem let kasneje ustanovljena medicinska fakulteta nove univerze. Za zgodnji razvoj je zaslužen geolog John William Dawson, ki je kot predstojnik uveljavil univerzo v mednarodnem okolju, uvedel izobraževanje za pedagoge, vzpostavil sistem povezanih kolidžev drugod po Kanadi in pritegnil financiranje bogatih dobrotnikov. Leta 1885 je bila univerza poimenovana po McGillu. Dawsonov naslednik je spodbujal specializacijo v medicino, biologijo in fiziko in leta 1898 privabil Ernesta Rutheforda za profesorja fizike. V tem času sta bila ustanovljena McGillov kolidž v Vancouvru (sedaj samostojna Univerza Britanske Kolumbije) in Kolidž Macdonald, kasneje pripojen univerzi.
V obdobju med svetovnima vojnama je ostala medicina glavna usmeritev, univerza pa je zaslovela tudi po interdisciplinarnem raziskovalnem programu družboslovja, ki je bistveno vplival na kanadski model socialne države. Po drugi svetovni vojni se je po zaslugi tedanjega predstojnika Cyrila Jamesa močno povečalo javno financiranje, vpis pa je narasel na račun veteranov. Vzporedno se je povečala raznolikost programov, ki zdaj obsegajo vsa glavna področja umetnosti in znanosti.
Po akademskih in raziskovalnih dosežkih se Univerza McGill danes uvršča blizu vrha različnih lestvic svetovnih univerz. Med nekdanjimi študenti in profesorji je 12 nobelovih nagrajencev, med diplomanti pa trije kanadski premierji (tudi trenutni, Justin Trudeau), filozof Charles Taylor, pesnik Irving Layton, glasbenik Leonard Cohen, igralec William Shatner in druge znane osebnosti.